# Gadawanti, Homnabad
Gadawanti là một làng thuộc tehsil Homnabad, huyện Bidar, bang Karnataka, Ấn Độ.